# サン・アントニオ・デ・ロス・アルトス
サン・アントニオ・デ・ロス・アルトス (San Antonio de Los Altos) は、ベネズエラのミランダ州ロスサリアス市にある町で、同市の市庁所在地である。カラカスの南の郊外都市である。
ミランダ州西部、カラカス盆地の南方にある丘陵地、ロスアルトス（高地）地方に位置する。スペイン領カナリア諸島からの植民者を中心にして、1683年に作られた。当初の名前は、サン・アントニオ・デ・メディナセリ (San Antonio de Medinaceli) といった。 カラカスへの通勤圏にあり、鉄道でカラカスおよび州都ロス・テケスと結ぶ計画が進んでいる。

## 注
1. ↑  José Maricial Ramos Guedez, Historia del Estado Miranda, Ediciones de la Presidencia de la República, Caracas, 1981, p31.